# Marvin Nunatak
Marvin Nunatak (77°46′S 160°04′E ) è un prominente nunatak ad 1 miglio nautico (2 km) sud di Depot Nunatak, salendo a 2,090 metri (6 ft 10,3 in) sul lato ovest del ghiacciaio Cassidy, a ovest dei monti Quartermain nella Victoria Land in Antartide. Presumibilmente è stato visto per la prima volta dalla spedizione Discovery (1901-2004), dal vicino Depot Nunatak, ed è stato intitolato nel 1992 dopo la geologa Ursula Marvin dello Smithsonian Astrophysical Observatory (Cambridge, Massachusetts) dal Comitato consultivo dei nomi antartici. Marvin ha fatto parte del gruppo delle spedizioni Antarctic Search for Meteorites a Victoria Land, tra 1978-79 e 1981-82, ha lavorato sul campo a Seymour Island tra il 1984-85 e dal 1983 è stata una componente del Comitato consultivo della divisione dei programmi polari della National Science Foundation. 